# Cinisca
Cinisca (em grego:  Κυνίσκα; ca. 440 a.C. — ?) foi uma princesa espartana.

## Biografia
Era filha do rei Arquídamo II, tendo sido a primeira mulher a inscrever um carro de corrida nas Olimpíadas, ganhando dois jogos seguidos.